# Serra Riccò
Serra Riccò là một đô thị ở tỉnh Genova thuộc vùng Liguria, nằm ở vị trí cách khoảng 9 km về phía bắc của Genova. Tại thời điểm ngày 31 tháng 12 năm 2004, đô thị này có dân số 7.867 người và diện tích là 26,2 km².
Đô thị Serra Riccò có các frazioni (đơn vị cấp dưới, chủ yếu là thôn làng) San Cipriano, Serra, Valleregia, Orero, Pedemonte, Castagna, Mainetto, và Prelo.
Serra Riccò giáp các đô thị sau: Casella, Genova, Mignanego, Montoggio, Sant'Olcese, Savignone.